# Örsen
Örsen är en sjö i Vansbro kommun i Dalarna och ingår i Göta älvs huvudavrinningsområde. Sjön har en area på 0,623 kvadratkilometer och ligger 341,4 meter över havet. Sjön avvattnas av vattendraget Torskflåbäcken. Vid provfiske har abborre, gädda och mört fångats i sjön.

## Delavrinningsområde
Örsen ingår i det delavrinningsområde (669111-141033) som SMHI kallar för Utloppet av Örsen. Medelhöjden är 395 meter över havet och ytan är 6,38 kvadratkilometer. Det finns inga avrinningsområden uppströms utan avrinningsområdet är högsta punkten. Torskflåbäcken som avvattnar avrinningsområdet har biflödesordning 4, vilket innebär att vattnet flödar genom totalt 4 vattendrag innan det når havet efter 430 kilometer. Avrinningsområdet består mestadels av skog (74 procent). Avrinningsområdet har 0,62 kvadratkilometer vattenytor vilket ger det en sjöprocent på 9,7 procent.